# 이엔터테인먼트

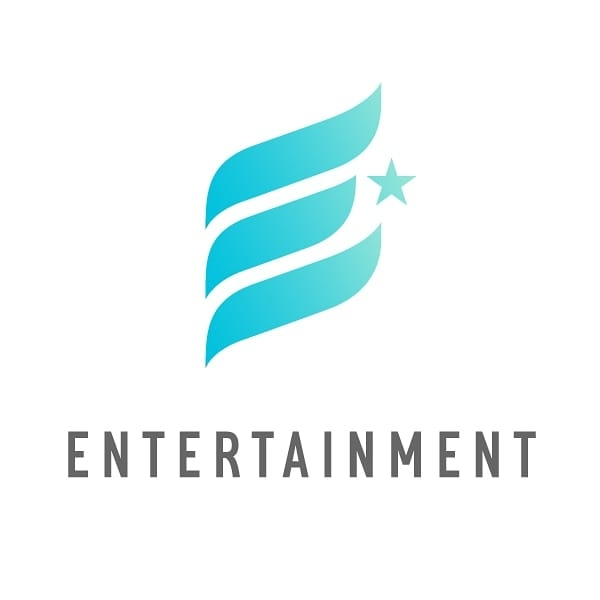
E Entertainment

이엔터테인먼트(영어: E Entertainment)는 대한민국 서울 용산구에 본사를 둔 연예기획사이다. 연예·엔터테인먼트 업종에서 아이돌 음반 제작, 배우 매니지먼트, 뮤지컬 공연기획, 해외 콘텐츠 사업을 하고 있다. 소속 연예인으로 아이돌 그룹 엘라스트(E'LAST), 배우 김법래 등이 있다.